# Giáo phận Malang
Giáo phận Malang (tiếng Indonesia: Keuskupan Malang; tiếng Latinh: Dioecesis Malangensis) là một giáo phận của Giáo hội Công giáo Rôma trực thuộc Tổng giáo phận Semarang, với tòa giám mục đặt tại thành phố Malang, Indonesia.

## Địa giới

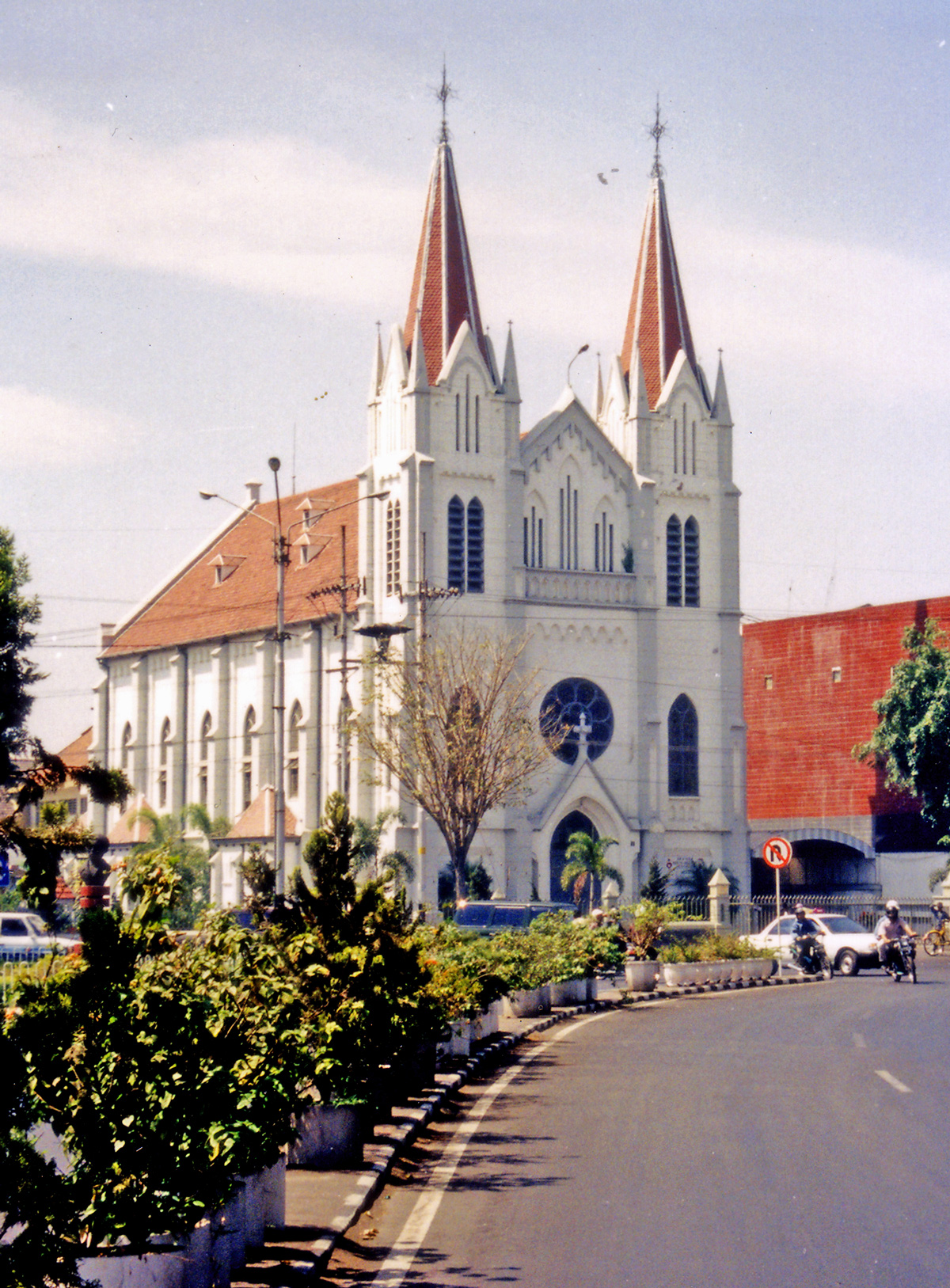
Nhà thờ Thánh Tâm Chúa Giêsu, Malang

Địa giới giáo phận bao gồm các huyện Malang, Probolinggo, Lumajang, Jember, Banyuwangi, Bondowoso, Situbondo, Bangkalan, Sampang, Pamekasan, Sumenep và các thành phố Malang, Batu, Pasuruan và Probolinggo thuộc tỉnh Đông Java, Indonesia.
Tòa giám mục và Nhà thờ chính tòa Đức Mẹ núi Camêlô của giáo phận được đặt tại thành phố Malang.
Giáo phận bao phủ diện tích 24.409 km² và được chia thành 31 giáo xứ.

## Lịch sử
Hạt Phủ doãn Tông tòa được thành lập vào ngày 27/4/1927 theo đoản sắc Nihil antiquius của Giáo hoàng Piô XI, trên phần lãnh thổ tách ra từ Hạt Đại diện Tông tòa Batavia (nay là Tổng giáo phận Jakarta).
Vào ngày 15/3/1939 Hạt Phủ doãn Tông tòa được nâng cấp thành một Hạt Đại diện Tông tòa theo tông sắc De Malang của Giáo hoàng Piô XII.
Vào ngày 3/1/1961 Hạt Đại diện Tông tòa được nâng cấp thành một giáo phận theo tông sắc Quod Christus của Giáo hoàng Gioan XXIII.

## Giám mục quản nhiệm
Các giai đoạn trống tòa không quá 2 năm hay không rõ ràng bị loại bỏ.
- Clemente van der Pas, O.Carm. † (19/7/1927 - 1935 qua đời)
- Antoine Everard Jean Avertanus Albers, O.Carm. † (28/1/1935 - 1/3/1973 từ nhiệm)
- Phanxicô Xaviê Sudartanta Hadisumarta, O.Carm. † (1/3/1973 - 5/5/1988 được bổ nhiệm làm Giám mục chính tòa Giáo phận Manokwari-Sorong)
- Hermanô Giuse Sahadat Pandoyoputro, O.Carm. † (15/5/1989 - 28/6/2016 về hưu)
- Henricô Pidyarto Gunawan, O.Carm., từ 28/6/2016

## Thống kê
Đến năm 2021, giáo phận có 72.424 giáo dân trên dân số tổng cộng 18.426.634, chiếm 0,4%.
| Năm  | Dân số   | Dân số     | Dân số | Linh mục      | Linh mục       | Linh mục      | Linh mục                | Phó tế | Tu sĩ     | Tu sĩ    | Giáo xứ |
| Năm  | giáo dân | tổng cộng  | %      | linh mục đoàn | linh mục triều | linh mục dòng | tỉ lệ giáo dân/linh mục | Phó tế | nam tu sĩ | nữ tu sĩ | Giáo xứ |
| ---- | -------- | ---------- | ------ | ------------- | -------------- | ------------- | ----------------------- | ------ | --------- | -------- | ------- |
| 1950 | 5.035    | 8.625.000  | 0,1    | 28            |                | 28            | 179                     |        | 41        | 116      | 11      |
| 1969 | 26.814   | 10.350.000 | 0,3    | 59            | 1              | 58            | 454                     | 1      | 129       | 320      | 24      |
| 1980 | 47.600   | 12.306.000 | 0,4    | 56            | 4              | 52            | 850                     |        | 120       | 343      | 24      |
| 1990 | 65.872   | 15.001.033 | 0,4    | 94            | 13             | 81            | 700                     |        | 256       | 495      | 25      |
| 1999 | 80.986   | 13.645.816 | 0,6    | 101           | 15             | 86            | 801                     |        | 438       | 679      | 26      |
| 2000 | 82.832   | 14.328.160 | 0,6    | 98            | 18             | 80            | 845                     |        | 357       | 601      | 27      |
| 2001 | 82.847   | 14.436.764 | 0,6    | 101           | 19             | 82            | 820                     |        | 98        | 653      | 27      |
| 2002 | 86.093   | 14.508.947 | 0,6    | 128           | 24             | 104           | 672                     |        | 338       | 337      | 28      |
| 2003 | 87.500   | 14.683.054 | 0,6    | 131           | 26             | 105           | 667                     |        | 419       | 429      | 28      |
| 2004 | 88.255   | 14.829.884 | 0,6    | 142           | 25             | 117           | 621                     |        | 422       | 441      | 28      |
| 2013 | 86.685   | 16.342.128 | 0,5    | 156           | 27             | 129           | 555                     |        | 399       | 446      | 29      |
| 2016 | 82.494   | 16.498.709 | 0,5    | 163           | 33             | 130           | 506                     |        | 542       | 633      | 30      |
| 2019 | 78.538   | 17.108.980 | 0,5    | 156           | 37             | 119           | 503                     |        | 486       | 483      | 30      |
| 2021 | 72.424   | 18.426.634 | 0,4    | 169           | 35             | 134           | 428                     |        | 461       | 394      | 31      |